# Luis Mayanés
Luis Lindorfo Mayanés Contreras (15. januar 1925 - 6. november 1979) var en chilensk fodboldspiller (angriber). Han spillede for Universidad Católica, og for Chiles landshold. Han var med i den chilenske trup til VM 1950 i Brasilien, og spillede én af holdets tre kampe i turneringen, nederlaget i åbningskampen til England. Det var hans eneste landskamp.